# West Marion
West Marion és una concentració de població designada pel cens dels Estats Units a l'estat de Carolina del Nord. Segons el cens del 2000 tenia 1.556 habitants.

## Demografia
Segons el cens del 2000, West Marion tenia 1.556 habitants, 677 habitatges i 459 famílies. La densitat de població era de 321,3 habitants per km².
Dels 677 habitatges en un 28,1% hi vivien nens de menys de 18 anys, en un 51,7% hi vivien parelles casades, en un 11,8% dones solteres, i en un 32,2% no eren unitats familiars. En el 27,3% dels habitatges hi vivien persones soles el 12,1% de les quals corresponia a persones de 65 anys o més que vivien soles. El nombre mitjà de persones vivint en cada habitatge era de 2,3 i el nombre mitjà de persones que vivien en cada família era de 2,76.
Per edats la població es repartia de la següent manera: un 22,1% tenia menys de 18 anys, un 8,6% entre 18 i 24, un 28,1% entre 25 i 44, un 25,3% de 45 a 60 i un 15,8% 65 anys o més.
L'edat mediana era de 38 anys. Per cada 100 dones de 18 o més anys hi havia 83,9 homes.
La renda mediana per habitatge era de 26.151 $ i la renda mediana per família de 31.953 $. Els homes tenien una renda mediana de 22.263 $ mentre que les dones 19.816 $. La renda per capita de la població era de 15.087 $. Entorn del 16,3% de les famílies i el 17,8% de la població estaven per davall del llindar de pobresa.

## Poblacions properes
El següent diagrama mostra les poblacions més properes.